# Okres Ostrava-město

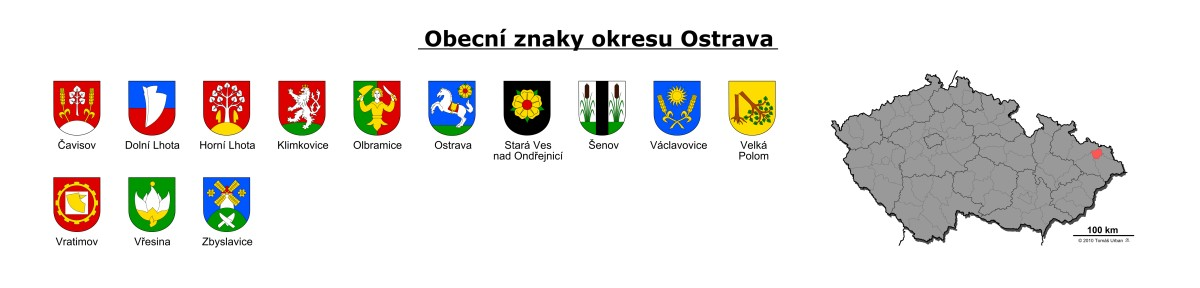
Přehled znaků obcí v okresu Ostrava-město

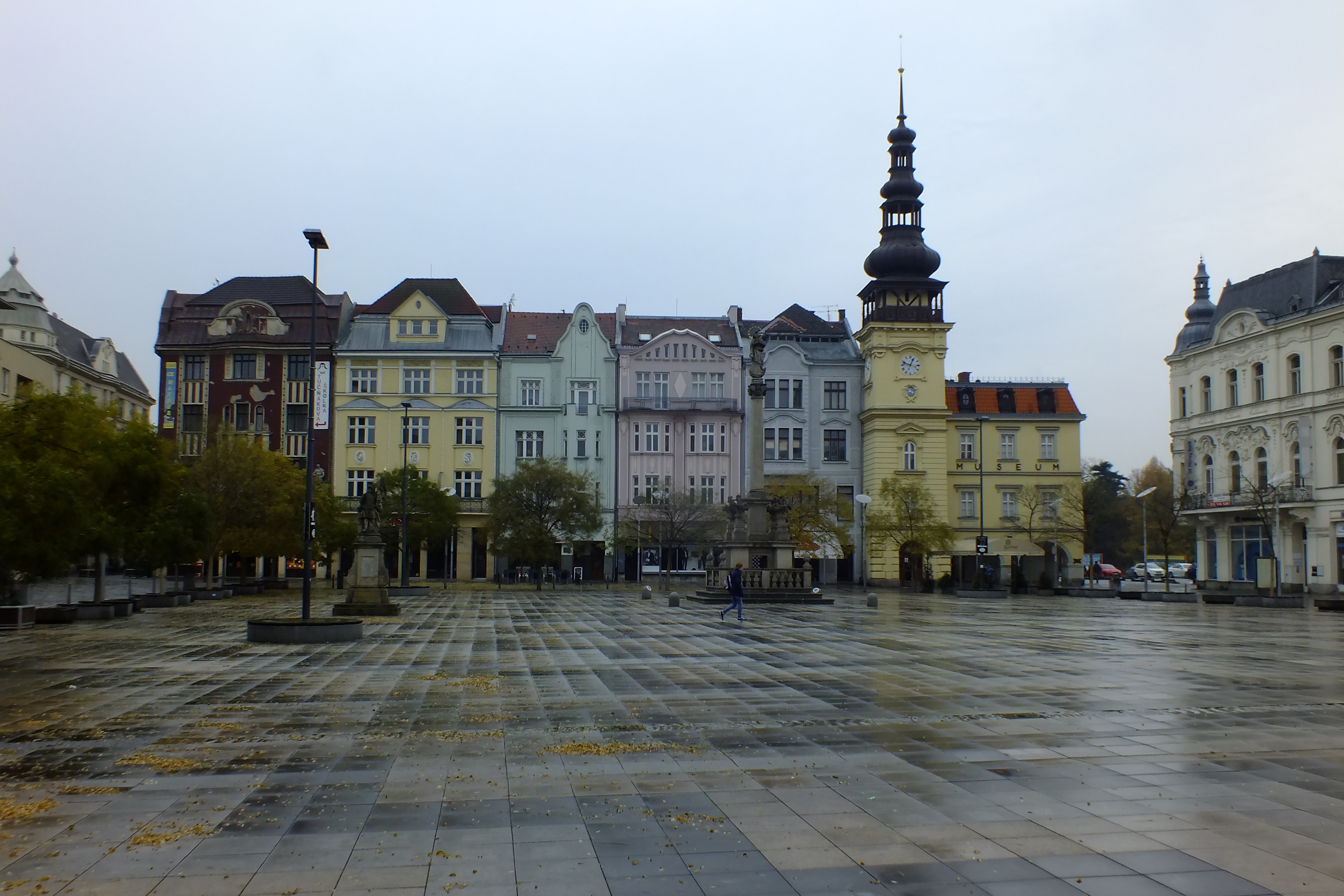
Centrum okresního města

Okres Ostrava-město je okres v Moravskoslezském kraji. Jeho sídlem je statutární město Ostrava. To bylo do 31. prosince 2006 jedinou obcí okresu, od roku 2007 se ale v okrese Ostrava-město nachází celkem 13 obcí, z toho 4 města. Po zrušení okresních úřadů v roce 2003 a zavedení úřadů obcí s rozšířenou působností se Ostrava stala ORP a území správního obvodu je totožné s územím okresu.
Na severozápadě sousedí s okresem Opava, na východě s okresem Karviná, na jihovýchodě s okresem Frýdek-Místek a na jihozápadě s okresem Nový Jičín. Všechny okresy náleží Moravskoslezskému kraji.

## Struktura povrchu
K 31. prosinci 2005 měl okres celkovou rozlohu 214,23 km², z toho:
- 40,17 % zemědělských pozemků, které z 62,72 % tvořila orná půda (25,19 % rozlohy okresu)
- 59,83 % ostatní pozemky, z toho 18,18 % lesy (10,88 % rozlohy okresu)

## Demografické údaje
| Rok  | Počet obyvatel | Průměrný věk obyvatel |
| ---- | -------------- | --------------------- |
| 2000 | 320 041        | 38,4                  |
| 2010 | 333 579        | 41,0                  |
| 2020 | 317 322        | 43,1                  |

- hustota zalidnění: 1 451 ob./km²
- 100 % obyvatel žije ve městech

| Rok  | Obyv.   | ± %     |
| ---- | ------- | ------- |
| 1869 | 50 339  | —       |
| 1880 | 69 123  | +37,3 % |
| 1890 | 98 914  | +43,1 % |
| 1900 | 160 994 | +62,8 % |
| 1910 | 204 274 | +26,9 % |

| Rok  | Obyv.   | ± %     |
| ---- | ------- | ------- |
| 1921 | 216 700 | +6,1 %  |
| 1930 | 240 949 | +11,2 % |
| 1950 | 236 318 | −1,9 %  |
| 1961 | 279 677 | +18,3 % |
| 1970 | 323 033 | +15,5 % |

| Rok  | Obyv.   | ± %    |
| ---- | ------- | ------ |
| 1980 | 349 371 | +8,2 % |
| 1991 | 353 989 | +1,3 % |
| 2001 | 343 559 | −2,9 % |
| 2011 | 326 018 | −5,1 % |
| 2021 | 313 857 | −3,7 % |

## Zaměstnanost
K 31. prosinci 2005:
| Počet obyvatel se stálým zaměstnáním | 130 815   |
| Průměrný plat                        | 19 526 Kč |
| Nezaměstnaných                       | 25 901    |
| Míra nezaměstnanosti                 | 14,82 %   |

## Školství
(2003)
| Druh školy                     | Počet škol |
| ------------------------------ | ---------- |
| Mateřské školy                 | 77         |
| Základní školy                 | 68         |
| Gymnázia                       | 10         |
| Střední školy průmyslové školy | 22         |
| Střední odborná učiliště       | 10         |
| Vyšší odborné školy            | 6          |
| Univerzity                     | 2          |

## Zdravotnictví
(2003)
| Lékaři                          | 1 563 |
| Nemocnice                       | 4     |
| Specializovaná léčebná zařízení | 3     |
| Zubní lékaři                    | 188   |
| Lékárny                         | 74    |

## Zdroj
- Český statistický úřad

## Doprava

### Silniční
Okresem prochází dálnice D1 a D56. Silnice I. třídy I/11, I/56, I/58 a I/59.
Silnice II. třídy II/465, II/469, II/470, II/473, II/477, II/478, II/479 a II/647.

### Železniční
Okresem prochází II. a III. železniční koridor (tj. trať Přerov–Bohumín), dále tratě Ostrava-Svinov – Opava východ, Ostrava-Svinov – Český Těšín, Ostrava – Valašské Meziříčí a další dráhy sloužící zejména průmyslu. Železničními stanicemi a zastávkami jsou : Ostrava hlavní nádraží, Ostrava-Svinov, Ostrava-Kunčice, Ostrava-Kunčičky, Ostrava-Mariánské Hory, Ostrava-Stodolní, Ostrava střed, Ostrava-Třebovice, Ostrava-Vítkovice, Ostrava-Bartovice, Polanka nad Odrou. 

## Seznam obcí a jejich částí
Města jsou uvedena tučně, části obcí malince.
- Čavisov – dříve okres Opava
- Dolní Lhota – dříve okres Opava
- Horní Lhota – dříve okres Opava
- Klimkovice (Hýlov • Josefovice • Václavovice) – dříve okres Nový Jičín
- Olbramice (Janovice) – dříve okres Nový Jičín
- Ostrava (Antošovice • Bartovice • Bělský Les • Dubina • Heřmanice • Hošťálkovice • Hrabová • Hrabůvka • Hrušov • Hulváky • Koblov • Krásné Pole • Kunčičky • Kunčice • Lhotka • Mariánské Hory • Martinov • Michálkovice • Moravská Ostrava • Muglinov • Nová Bělá • Nová Ves • Petřkovice • Plesná • Polanka nad Odrou • Poruba • Proskovice • Přívoz • Pustkovec • Radvanice • Slezská Ostrava • Stará Bělá • Svinov • Třebovice • Vítkovice • Výškovice • Zábřeh)
- Stará Ves nad Ondřejnicí (Košatka • Stará Ves) – dříve okres Frýdek-Místek
- Šenov – dříve okres Frýdek-Místek
- Václavovice – dříve okres Frýdek-Místek
- Velká Polom – dříve okres Opava
- Vratimov (Horní Datyně) – dříve okres Frýdek-Místek
- Vřesina – dříve okres Nový Jičín
- Zbyslavice – dříve okres Nový Jičín

### Změna hranice okresu
Okres se postupně rozrůstal, jak k němu, resp. k Ostravě byly připojovány jednotlivé obce okolo města. Původní okres Ostrava-město tvořila jen Ostrava, v roce 1960 k ní a tedy i k okresu byly připojeny obce Bartovice, Hrabová a Martinov ze zaniklého okresu Ostrava-venkov, jehož ostatní obce byly připojeny k okolním okresům Frýdek-Místek, Karviná a Opava. V roce 1966 se novou ostravskou částí staly Výškovice z frýdecko-místeckého okresu, roku 1975 Nová Bělá, Stará Bělá a Proskovice ze stejného okresu a o rok později Antošovice, Hošťálkovice, Koblov, Krásné Pole, Lhotka u Ostravy, Petřkovice a Plesná z opavského okresu a Polanka nad Odrou z novojičínského okresu. Okres tak byl stále tvořen jen městem Ostrava.
Na základě vyhlášky ministerstva vnitra č. 513/2006 Sb., kterou se mění vyhláška č. 564/2002 Sb., o stanovení území okresů České republiky a území obvodů hlavního města Prahy, ve znění pozdějších předpisů, se od 1. ledna 2007 staly součástí okresu Ostrava-město i další okolní obce, pro které Ostrava vykonávala působnost obce s rozšířenou působností, aniž by se staly součástí města, název okresu se však nezměnil.

## Řeky
- Ostravice
- Odra
- Lučina
- Opava
- Lubina
- Ondřejnice